# 어도비 오디션
어도비 오디션(Adobe Audition, 이전 이름: 쿨 에딧 프로/Cool Edit Pro)은 어도비 시스템즈의 디지털 오디오 워크스테이션으로, 멀티트랙을 지원하는 합성/편집 환경이다. 현재는 어도비 크리에이티브 클라우드에서 무료로 다운로드하여 사용할 수 있다.

## 기원
1990년대 초에 전 마이크로소프트 직원이었던 로버트 엘리슨과 데이비드 존슨이 신트릴리엄 소프트웨어(Syntrillium Software)를 설립하였다. 이 회사는 쿨 에딧(Cool Edit)이라는 이름의 크리플웨어로 배포하였다. 나중에 쿨 에딧 프로(Cool Edit Pro)로 이름을 바꾸면서 여러 개의 트랙에서 작업할 수 있는 기능 등이 추가되었다. 그 뒤로 오디오 처리가 개선된 쿨 에딧 프로 v2와 v.2.1이 출시되었다.
어도비는 2003년 5월에 신트릴리엄 소프트웨어로부터 당시 최신 버전인 쿨 에딧 프로 2.1를 사들였고 Loopology라는 대형 루프 라이브러리도 구매하였다. 그 뒤 어도비는 쿨 에딧 프로의 이름을 "어도비 오디션"으로 변경하였다.

## 버전
- 버전 1
- 버전 2
- 버전 3
- 버전 4 (CS5.5)
- 버전 5 (CS6)

### 버전 6 (CC)
오디션 CC로 더 잘 알려져 있는 어도비 오디션 6는 2013년 6월 17일 공개되었다. 어도비 크리에이티브 클라우드의 일부로서 최초의 오디션 계열이다. 또, 오디션 CC는 이제 오디션 계열에서 최초의 64비트 응용 프로그램이 되었다. 오디션 CS6와 견줄 때 처리 시간이 더 빨라졌다. 소리 제거기, 미리보기 편집기, 피치 벤더와 같은 새로운 기능들이 많이 추가되었다.

## 같이 보기
- 어도비 사운드부스